# Consorti dei presidenti della Repubblica Italiana

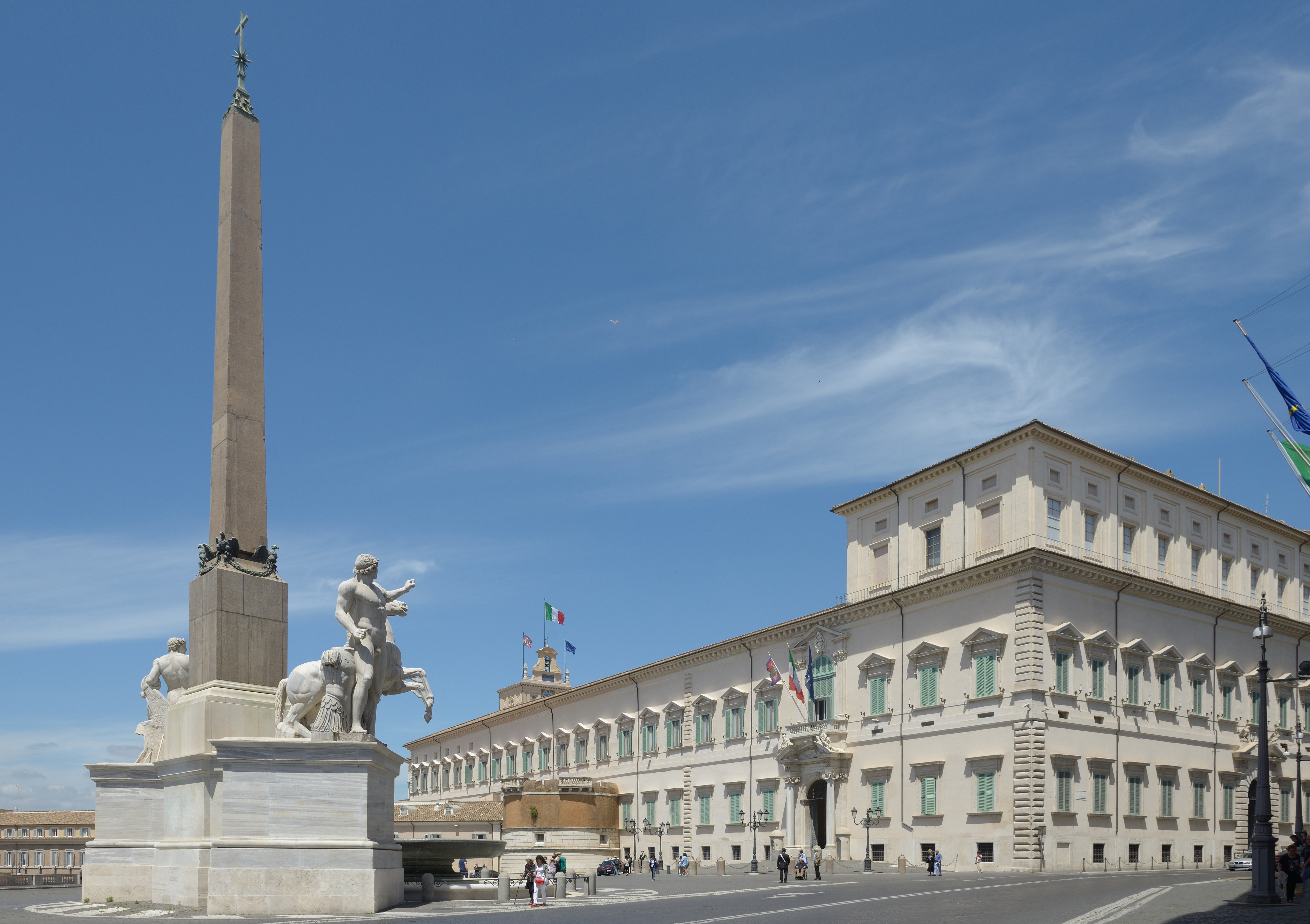
Palazzo del Quirinale, residenza ufficiale del Presidente della Repubblica Italiana e della sua famiglia

Le consorti dei Presidenti della Repubblica Italiana molto spesso hanno ruoli e compiti attribuiti loro dal protocollo sia nel Palazzo del Quirinale sia durante visite ufficiali.

## Terminologia
Tradizionalmente alla consorte del capo dello Stato il protocollo riserva determinate funzioni, come accompagnare il marito in occasioni quali visite di stato, incontri nella residenza ufficiale della presidenza della Repubblica, cene di gala e serate importanti. Il termine First lady ha origine negli Stati Uniti d'America nell'Ottocento. Nel mondo francofono si usa invece il termine Première dame. Nella lingua italiana non esiste una locuzione tradizionale corrispondente in quanto il termine "Prima donna" appartiene al teatro e si riferisce alla protagonista di un'opera teatrale oppure si utilizza in modo ironico nei confronti di una persona particolarmente egocentrica: tradizionalmente il ruolo era coperto dalla Regina consorte (o negli Stati preunitari che non erano regni, la figura corrispondente: Granduchessa in Toscana, Duchessa a Parma e a Modena).
Nel linguaggio giornalistico accade talvolta che si usi, impropriamente, l'epiteto di "First lady" per indicare la moglie del Presidente del Consiglio dei ministri.

## Storia

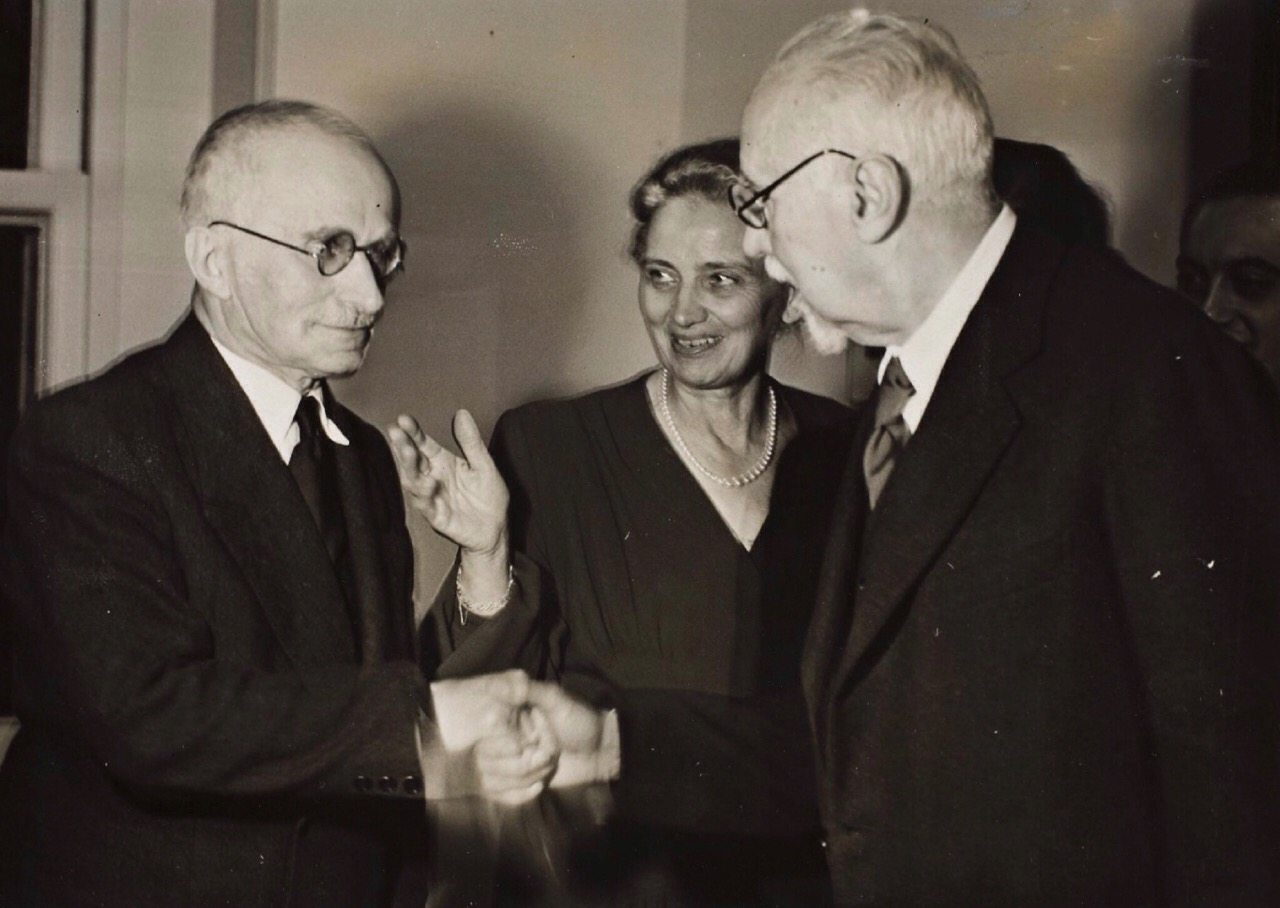
Il neoeletto presidente Luigi Einaudi con la moglie Ida Pellegrini, prima first lady d'Italia

Enrico De Nicola, il primo presidente della Repubblica, non aveva moglie ed era convinto che per ricoprire quella carica fosse meglio non averne. È quindi con Luigi Einaudi, eletto nel 1948, che salì al Quirinale la prima "first lady": la nobile veronese Ida Pellegrini, sposata nel 1903 e già sua allieva alle superiori nella Torino d'inizio secolo. La contessa Ida Pellegrini da quel giorno divenne per tutti Donna Ida.
Giovanni Gronchi, terzo presidente, quando fu eletto entrò al Quirinale al braccio di Carla Bissatini, la donna che l'onorevole democristiano aveva sposato quando lui aveva 54 anni e lei 29. Donna Carla è presente in molte fotografie che ritraggono la coppia presidenziale in abito di gala durante i ricevimenti in visite di stato, a testimonianza di un ruolo relativamente attivo come first lady.
Con l'arrivo di Antonio Segni al Quirinale il ruolo di coniuge presidenziale si ridimensiona: la moglie, Laura Carta Caprino, mantiene un basso profilo, pur presenziando con una certa frequenza al Quirinale.
Nel 1964 arrivò sul Colle Giuseppe Saragat, ma il fondatore del Partito Socialdemocratico vi entrò senza la moglie Giuseppina, morta quattro anni prima. Nel Palazzo, comunque, rimase una presenza femminile, quella della figlia del presidente, Ernestina, discreta e ricca di premure nei confronti del padre presidente.

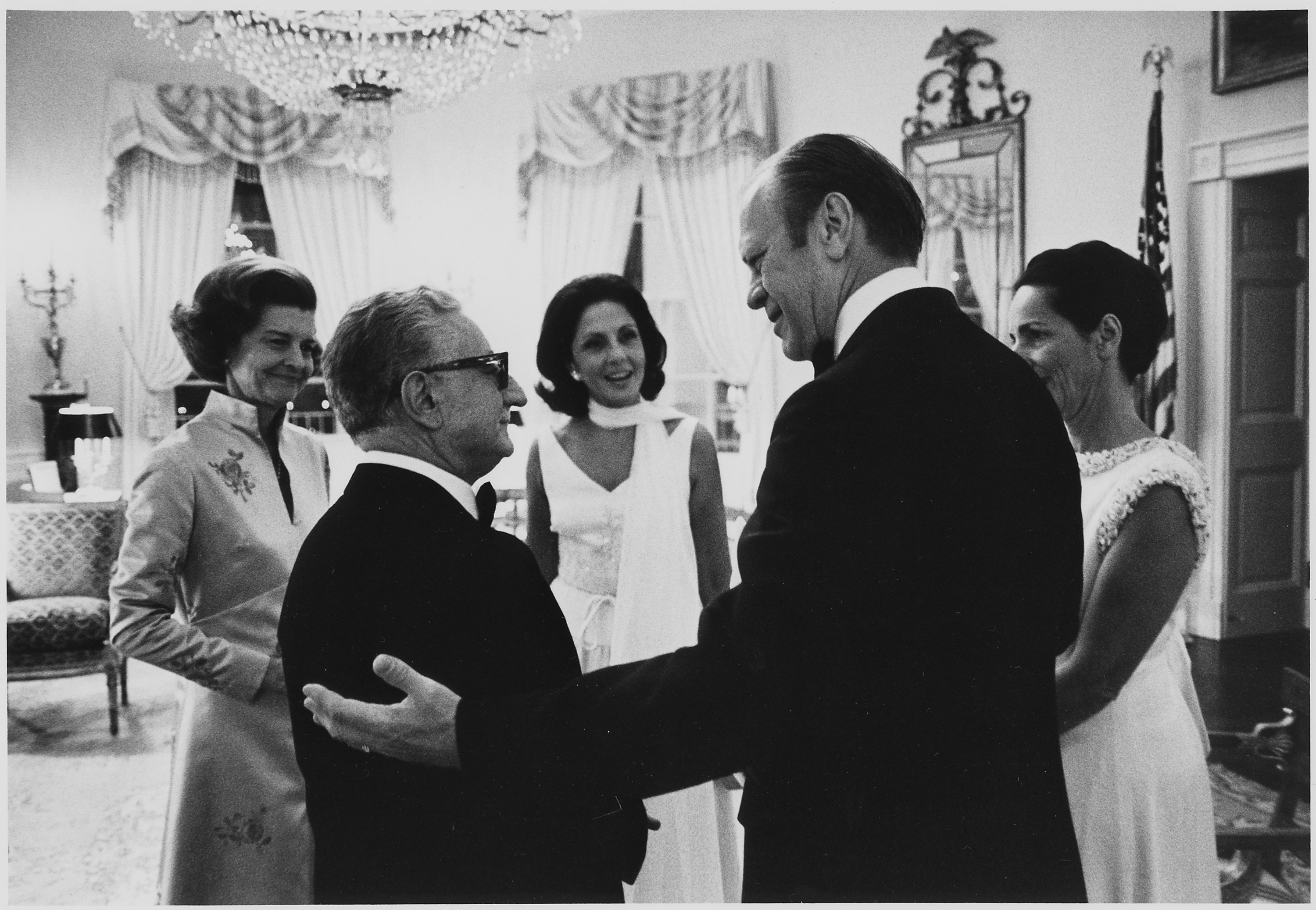
Vittoria Michitto con il marito Giovanni Leone e il presidente degli Stati Uniti Gerald Ford con la consorte Betty durante un ricevimento alla Casa Bianca

La moglie di Giovanni Leone, donna Vittoria Michitto, assunse invece un ruolo più incisivo rispetto a tutte le sue precedenti, conquistando anche una certa risonanza nei media, dovuto anche all'avvento e allo sviluppo della televisione.

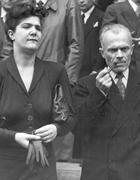
Carla Voltolina con il marito, Sandro Pertini

Giuseppa Sigurani, moglie di Francesco Cossiga, non amando né il protagonismo né le cerimonie, seguì l'esempio di colei che l'aveva preceduta, Carla Voltolina, moglie di Sandro Pertini, allontanandosi il più possibile dal ruolo del marito. Ciò fu anche favorito dal fatto che entrambi i mariti non risiedettero al Quirinale, utilizzando quest'ultimo solo come ufficio.
Come Giuseppe Saragat, il presidente Oscar Luigi Scalfaro era vedovo: il ruolo di first lady venne, pertanto, assunto dall'unica figlia del presidente, Marianna, che accompagnò il padre in tutte le occasioni ufficiali, assolvendo le funzioni che il protocollo riserva alla "prima donna" del Quirinale.

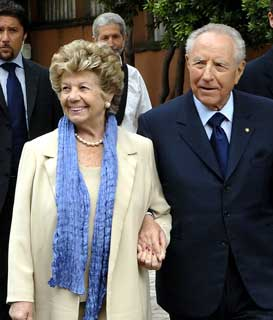
Franca Pilla insieme al marito Carlo Azeglio Ciampi a Roma

La donna successiva a ricoprire il ruolo fu la signora Franca Pilla, consorte di Carlo Azeglio Ciampi. Diversamente dalle mogli dei passati presidenti, fu presente a ogni incontro che il marito tenne in Italia e all'estero, contribuendo al rafforzamento della figura presidenziale agli occhi dell'opinione pubblica: infatti "donna Franca" rilasciò spesso proprie dichiarazioni e interventi "fuori dal protocollo", che diventarono in alcuni casi motivo di dibattito politico. Fecero discutere in particolare le sue esternazioni riguardo alla "tv deficiente", che non sarebbe stata un buon modello per le nuove generazioni, con trasmissioni "che involgariscono e imbastardiscono"; durante una visita a Napoli, sui pregi di napoletani e meridionali in genere in rapporto ai settentrionali, disse: "La gente del sud è più buona e intelligente".

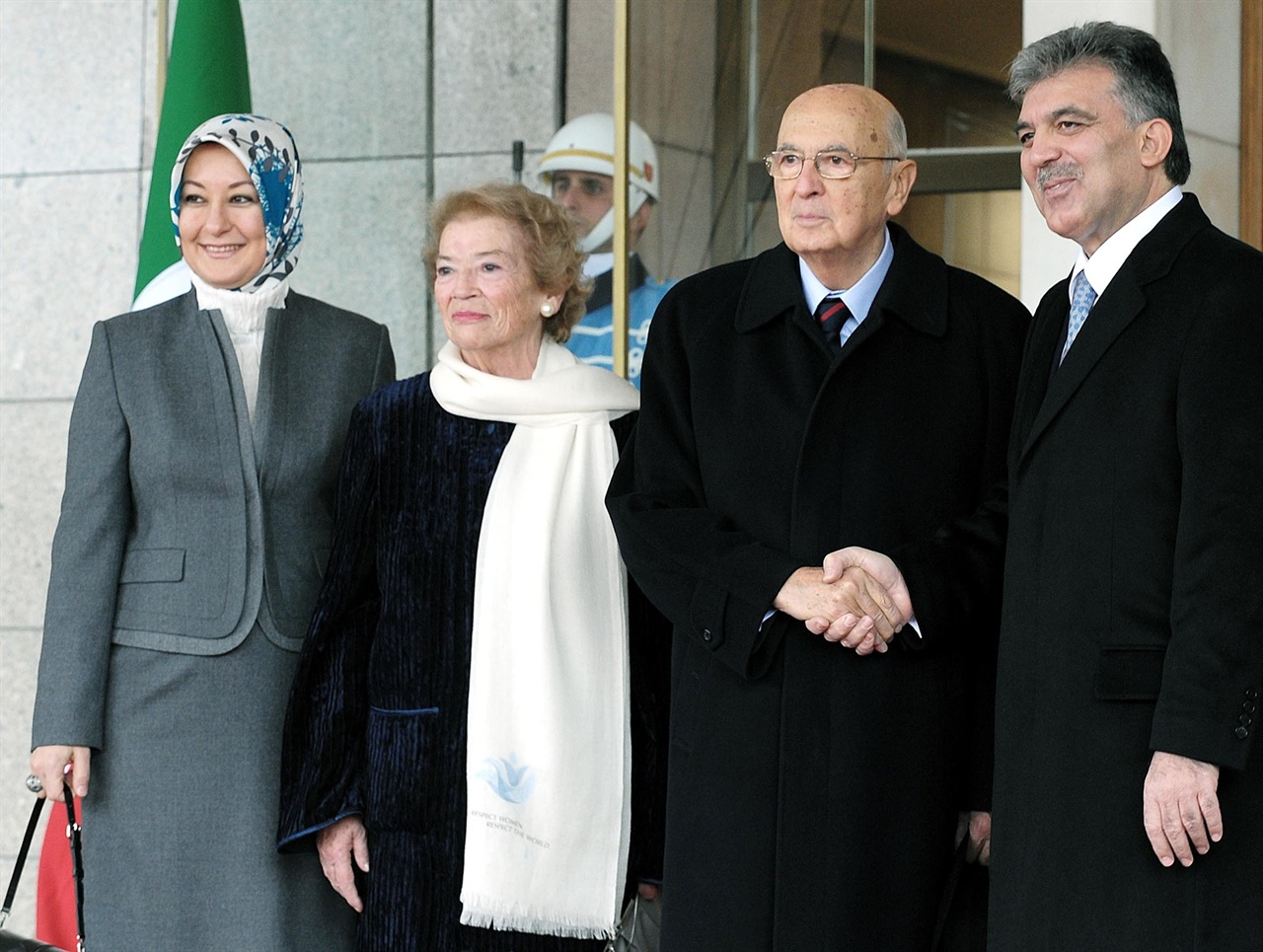
Clio Maria Bittoni con il marito Giorgio Napolitano durante un viaggio di stato in Turchia

La moglie di Giorgio Napolitano, Clio Maria Bittoni, scelse invece un profilo più basso e distaccato, pur essendo spesso al fianco del marito nelle cerimonie ufficiali. Inoltre si batté da subito in difesa delle donne vittime di violenze, scrivendo di propria iniziativa personale delle lettere che vennero poi pubblicate sui quotidiani nazionali. Dopo alcuni anni vissuti nell'ala del palazzo del Quirinale riservata ai presidenti, assieme al marito si trasferì nell'appartamento del Palazzo della Panetteria, di fatto in uno dei lati del Quirinale, dove si sentiva più libera dai protocolli e dalle formalità. La signora Clio è finora la first lady che più è rimasta al Quirinale, dal momento che il marito è stato il primo presidente della Repubblica a essere rieletto per un secondo mandato.

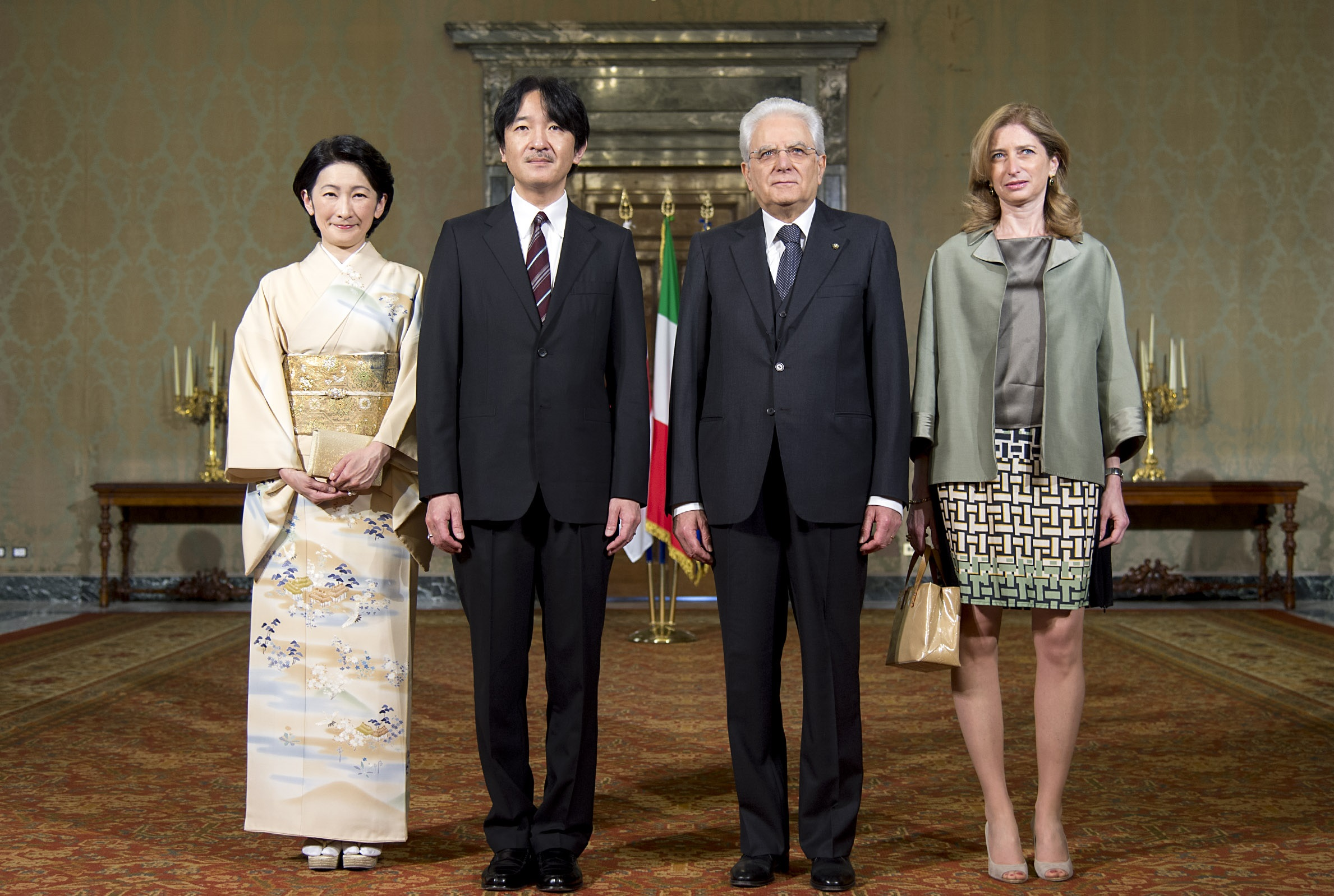
Laura Mattarella con il padre Sergio durante la visita della principessa e del principe Akishino nel maggio 2016

Il presidente Sergio Mattarella è vedovo; la moglie Marisa Chiazzese è deceduta nel 2012, tre anni prima della sua elezione alla presidenza della Repubblica. Tuttavia le funzioni di rappresentanza sono state assunte dalla figlia maggiore, Laura Mattarella, che sin da subito ha accompagnato il padre in numerosi viaggi di stato e in diverse occasioni all'interno del territorio nazionale. In occasione della visita di stato in Vietnam, la prima a cui prese parte, ha partecipato a una serie di incontri senza il padre, tra cui la visita in forma privata di una scuola situata in un quartiere popolare tra i più poveri di Ho Chi Mihn, da anni sostenuta da contributi italiani.

## Elenco
Il primo Presidente della Repubblica, Enrico De Nicola, era celibe.
| # | Foto | Nome                | Presidente (consorte) | Dal              | Al              |
| - | ---- | ------------------- | --------------------- | ---------------- | --------------- |
| 1 |      | Ida Pellegrini      | Luigi Einaudi         | 12 maggio 1948   | 11 maggio 1955  |
| 2 |      | Carla Bissatini     | Giovanni Gronchi      | 11 maggio 1955   | 11 maggio 1962  |
| 3 |      | Laura Carta Caprino | Antonio Segni         | 11 maggio 1962   | 6 dicembre 1964 |
| 4 |      | Vittoria Michitto   | Giovanni Leone        | 29 dicembre 1971 | 15 giugno 1978  |
| 5 |      | Carla Voltolina     | Sandro Pertini        | 9 luglio 1978    | 29 giugno 1985  |
| 6 |      | Giuseppa Sigurani   | Francesco Cossiga     | 3 luglio 1985    | 28 aprile 1992  |
| 7 |      | Franca Pilla        | Carlo Azeglio Ciampi  | 18 maggio 1999   | 15 maggio 2006  |
| 8 |      | Clio Maria Bittoni  | Giorgio Napolitano    | 15 maggio 2006   | 14 gennaio 2015 |

### Supplenti
Come già accennato, nel caso la consorte mancasse, spesso le figlie del presidente hanno assunto un ruolo di supplenza per esigenze protocollari negli incontri ufficiali, come appunto nel caso dei presidenti Saragat, Scalfaro e Mattarella.
| Foto | Nome              | Presidente           | Dal              | Al               |
| ---- | ----------------- | -------------------- | ---------------- | ---------------- |
|      | Ernestina Saragat | Giuseppe Saragat     | 29 dicembre 1964 | 29 dicembre 1971 |
|      | Marianna Scalfaro | Oscar Luigi Scalfaro | 28 maggio 1992   | 15 maggio 1999   |
|      | Laura Mattarella  | Sergio Mattarella    | 3 febbraio 2015  | in carica        |

### Consorti viventi degli ex presidenti della Repubblica e supplenti
Ad oggi sono viventi:
- Ernestina Saragat, figlia del Presidente Giuseppe Saragat
- Vittoria Michitto, vedova del Presidente Giovanni Leone
- Marianna Scalfaro, figlia del Presidente Oscar Luigi Scalfaro
- Franca Pilla, vedova del Presidente Carlo Azeglio Ciampi

La più anziana è Franca Pilla, vedova di Carlo Azeglio Ciampi, che ha compiuto centoquattro anni il 18 dicembre 2024.